# Astragalus miguelensis
Astragalus miguelensis är en ärtväxtart som beskrevs av Edward Lee Greene. Astragalus miguelensis ingår i släktet vedlar, och familjen ärtväxter. Inga underarter finns listade i Catalogue of Life.